# Washington (Oklahoma)
Washington é uma cidade  localizada no estado norte-americano de Oklahoma, no Condado de McClain.

## Demografia
Segundo o censo norte-americano de 2000, a sua população era de 520 habitantes.
Em 2006, foi estimada uma população de 535, um aumento de 15 (2.9%).

## Geografia
De acordo com o United States Census Bureau tem uma área de
2,7 km², dos quais 2,7 km² cobertos por terra e 0,0 km² cobertos por água. Washington localiza-se a aproximadamente 339 m acima do nível do mar.

## Localidades na vizinhança
O diagrama seguinte representa as localidades num raio de 16 km ao redor de Washington.